# Little Boy

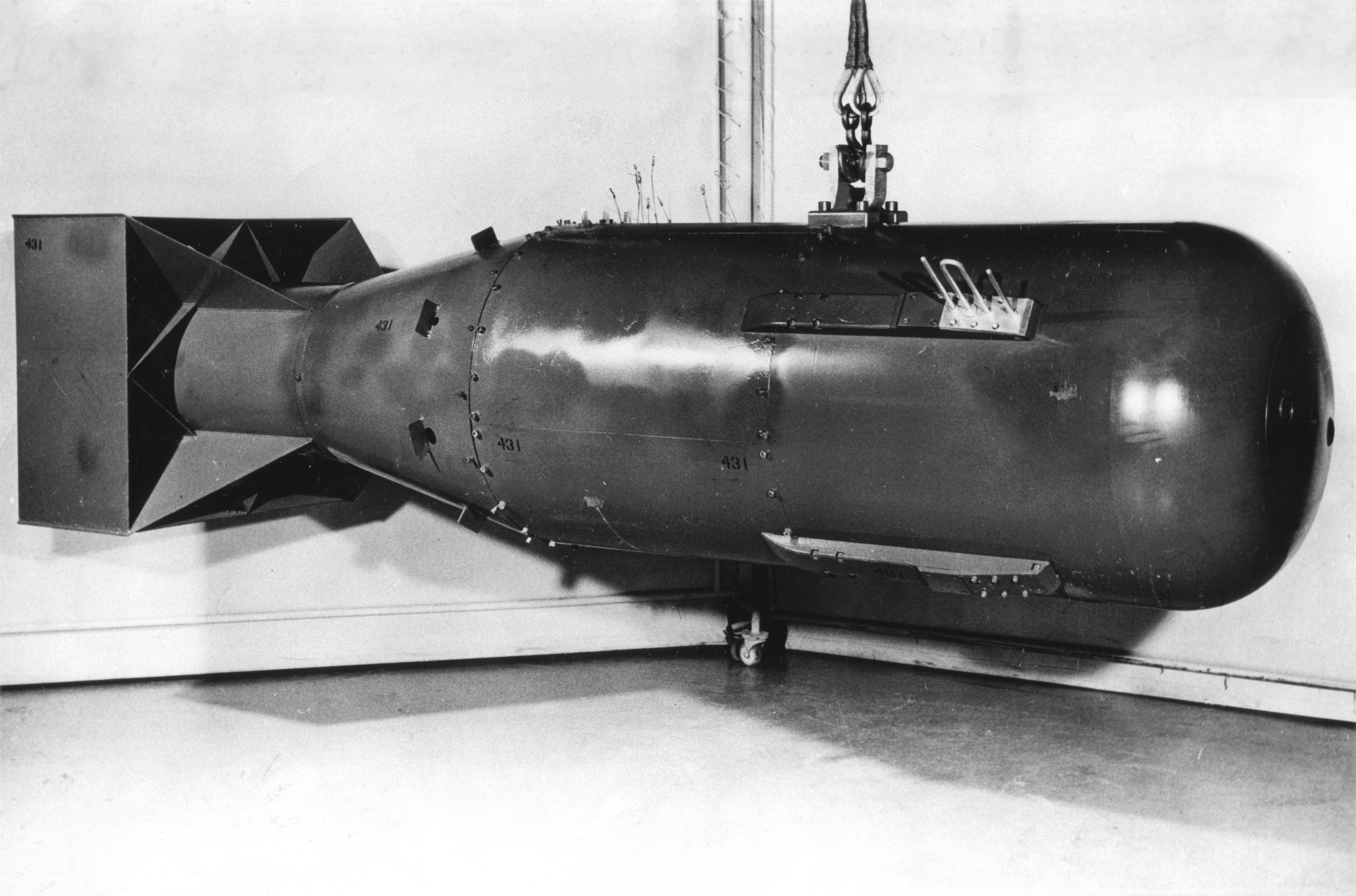
Little Boy (Kopie)

Little Boy (englisch für Kleiner Junge) war der Codename der ersten in einem Krieg eingesetzten Atombombe, die am 6. August 1945 von dem B-29-Bomber Enola Gay der USAAF über der japanischen Stadt Hiroshima abgeworfen wurde, daher auch der Name Hiroshimabombe. Die Kernwaffe mit einer Ladung aus Uran war seit Anfang 1942 im Zuge des Manhattan Projects entwickelt worden und erreichte eine Sprengkraft von etwa 15 Kilotonnen TNT.
Bei der Kernwaffenexplosion und dem von dieser initiierten Feuersturm starben unmittelbar 20,000 bis 90,000 Menschen; viele der Überlebenden („Hibakusha“) leiden bis heute an den Spätfolgen der aufgenommenen radioaktiven Strahlenbelastung. Drei Tage später wurde auf Nagasaki die zweite Atombombe Fat Man abgeworfen. Diese nutzte Plutonium als Spaltmaterial und war mit 21 Kilotonnen TNT-Äquivalent wesentlich stärker.

## Zündmechanismus

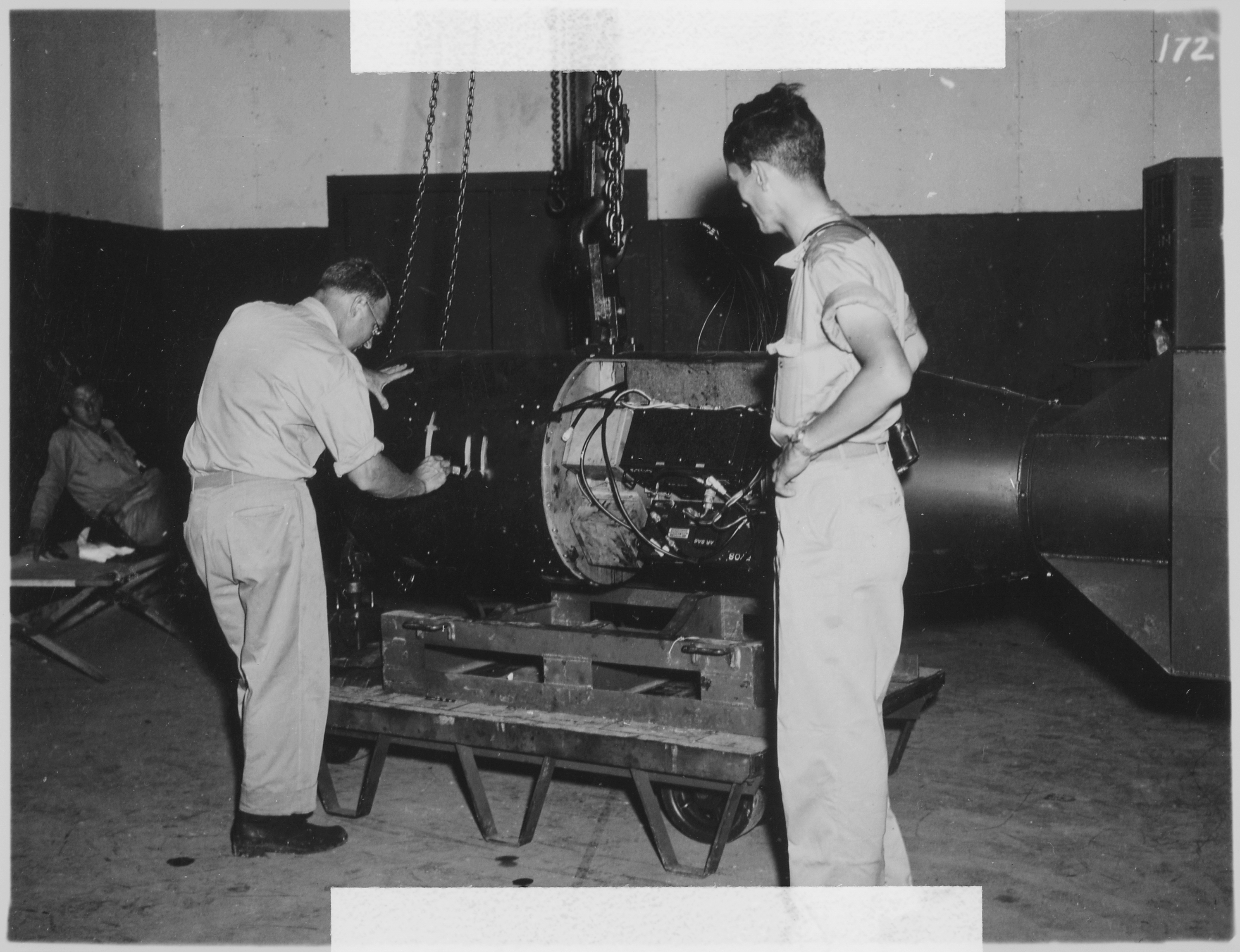
Überprüfung der Atombombe vor dem Einsatz, links: Albert Birch, rechts: Norman Ramsey

Little Boy war nach dem einfachen, aber sehr zuverlässigen „Kanonenprinzip“ aufgebaut. Ein Versagen der Konstruktion galt als sehr unwahrscheinlich, sodass auf einen Test verzichtet wurde. Die erste durchgeführte Kernwaffenexplosion, der am 16. Juli 1945 durchgeführte Trinity-Test, diente zur Überprüfung des Entwurfs der wesentlich komplizierter aufgebauten Fat-Man-Bombe, die als „Implosionsbombe“ konstruiert war und Plutonium für die Kernspaltung verwendete.
Bei dem Kanonenprinzip werden zwei unterkritische Uranmassen durch eine Explosion konventionellen Sprengstoffs zu einer kritischen Masse vereint, wodurch es zur Kettenreaktion kommt. Diese Konstruktion ist zwar sicherer als das Implosionsprinzip, benötigte allerdings den gesamten damaligen Weltvorrat an U-235 und war somit nicht zu duplizieren. Plutonium war zwar schon beim Trinity-Test in New Mexico in ausreichender Menge vorhanden, man wusste aber nicht, ob die Ladung wirklich zünden würde. Deshalb wurde Little Boy auch als erstes eingesetzt.

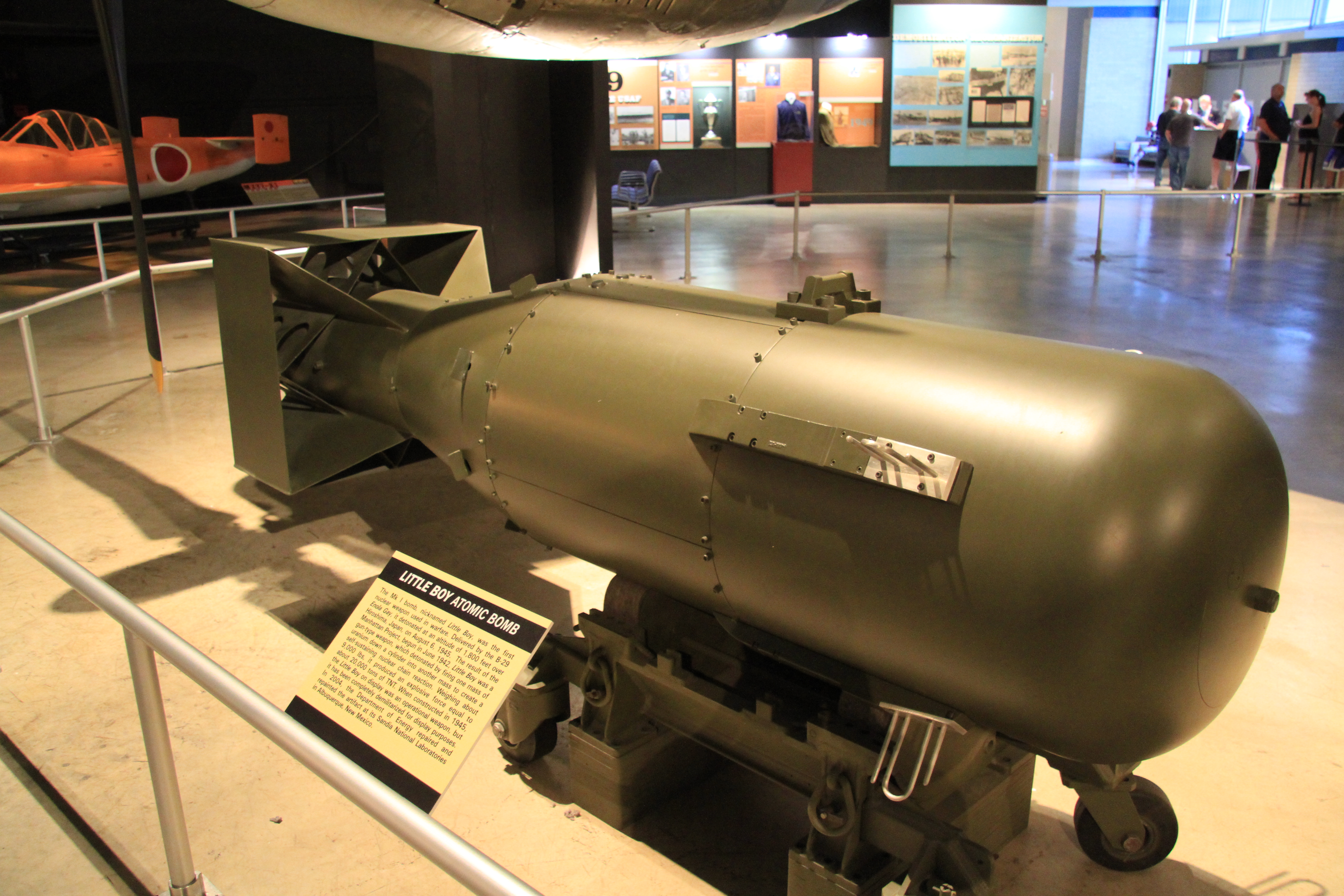
Eine 1954 gebaute Bombe gleichen Typs ist delaboriert im National Museum of the United States Air Force in Dayton (Ohio) ausgestellt.

Die Bombe wurde erst während des Fluges nach Hiroshima von Waffenoffizier Captain  William „Deak“ Parsons mit dem Zünder sowie den Kordittreibsätzen bestückt und erst kurz vor dem Zielgebiet scharfgeschaltet. Der Zündmechanismus war dreistufig: Die erste Stufe bestand aus einem Uhrwerk, das sofort nach dem Abwurf anlief und nach 15 Sekunden die zweite Stufe aktivierte. Diese beinhaltete eine barometrische Höhenmessung und sollte verhindern, dass die beiden Radarhöhenmesser (Codename „Archie“) als eigentliche Zünder die Explosion vorzeitig auslösen konnten. Den Typ der verwendeten Radarantennen hatte der Japaner Yagi Hidetsugu in den 1920er Jahren entwickelt. Erst in etwa 2000 m Höhe wurden die beiden „Archie“-Radarhöhenmesser scharfgeschaltet, die dann die Kettenreaktion in der optimalen Höhe von 580 m auslösten. Eine allein durch den Luftdruck (barometrisch) gesteuerte Auslösung wäre zu unpräzise gewesen, um die Bombe in der vorbestimmten Höhe zu zünden.

Struktur einer Kernwaffe nach dem Kanonenprinzip:
1. Konventioneller Explosivstoff (Kordit) zum Beschleunigen des „Geschosses“
2. Lauf
3. Hohles Urangeschoss
4. Zylindrisches „Ziel“

Little Boy enthielt insgesamt 64 kg Uran mit einem Anteil von 80 % 235U. Zumindest ein Teil des Urans stammte aus den etwa 1100 Tonnen Uranerz und Uranoxid, das die US-Army in der zweiten Aprilhälfte 1945 in Staßfurt erbeutet hatte. Nach heutigen Schätzungen wurde weniger als ein Kilogramm der Gesamtmasse durch die Kernreaktion gespalten.

## Einsatz

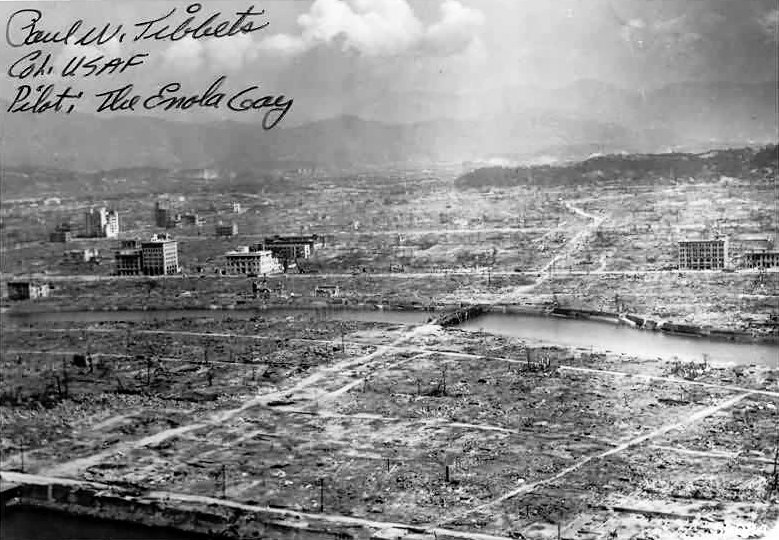
Die Auswirkungen von Little Boy

Am 6. August 1945 um 08:15:17 Uhr Ortszeit klinkte der Bombenschütze der Enola Gay die Bombe in 9450 Metern Höhe aus. Die B-29 unter dem Kommando von Colonel Paul Tibbets flog daraufhin ein Wendemanöver, um nicht von der Druckwelle erfasst zu werden.
In der vorausberechneten Höhe von 580 Metern explodierte die Bombe mit etwa 13 Kilotonnen TNT-Äquivalent Sprengkraft, tötete 20.000 bis 90.000 Menschen sofort und zerstörte 80 Prozent der Stadt. Viele Personen wurden schwer verstrahlt und starben kurz darauf. Bis heute leiden die in Japan als „Hibakusha“ bezeichneten Opfer an den Folgen der Strahlenbelastung.
Little Boy war die erste von zwei Atomwaffen, die bis zum heutigen Tage in einem militärischen Konflikt zur Explosion gebracht wurden.

## Daten

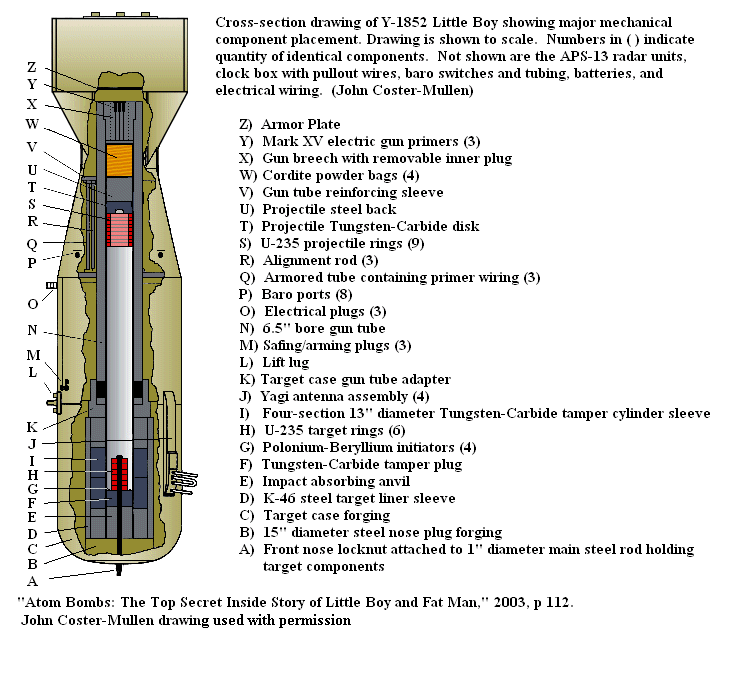

| Gewicht            | 4040 kg (8900 lbs)                                        |
| Länge              | 3,20 m (10,5 ft)                                          |
| Durchmesser        | 0,71 m (28 in)                                            |
| Spaltmaterial      | 64 kg (38,4 kg Zielmasse und 25,6 kg Projektilmasse) Uran |
| Neutronenreflektor | Wolframcarbid                                             |
| Neutronenquelle    | Polonium-Beryllium                                        |
| Treibmittel        | zweibasiges Nitrozellulose-Schießpulver (Cordit)          |
| Zündung            | elektrisch durch Radarhöhenmesser                         |
| Explosionskraft    | 12–18 kT (13,4 kT vorausberechnet)                        |
| Explosionshöhe     | 600 ± 15 m (1900 ± 50 ft)                                 |